# Índice de indumento
El índice de indumento sirve para valorar el aislamiento que proporciona el indumento (la ropa o vestimenta más otros accesorios, como calzado o sombreros) que las personas se ponen frente a las inclemencias del tiempo.
Su unidad de medida es el clo y se determina entre cero (0) clo que es la falta total de aislamiento, es decir, la desnudez y un (1) clo que es el indumento normal de un varón (cuando se definió), es decir traje con chaqueta de algodón, camisa de algodón, ropa interior normal, también de algodón, calcetines y zapatos. Una indumentaria muy abrigada para un varón occidental (con ropa de lana, sombrero, abrigo, bufanda, etc.) tiene un valor entre 3 y 4 clo.
Este índice sirve para valorar el influjo de la indumentaria sobre las necesidades térmicas del cuerpo humano ante las temperaturas ambientales: cuanto más abrigada sea la indumentaria, se requiere menor temperatura para la comodidad.